# 錫里烏斯科格爾山
47°42′17″N 13°37′4″E / 47.70472°N 13.61778°E

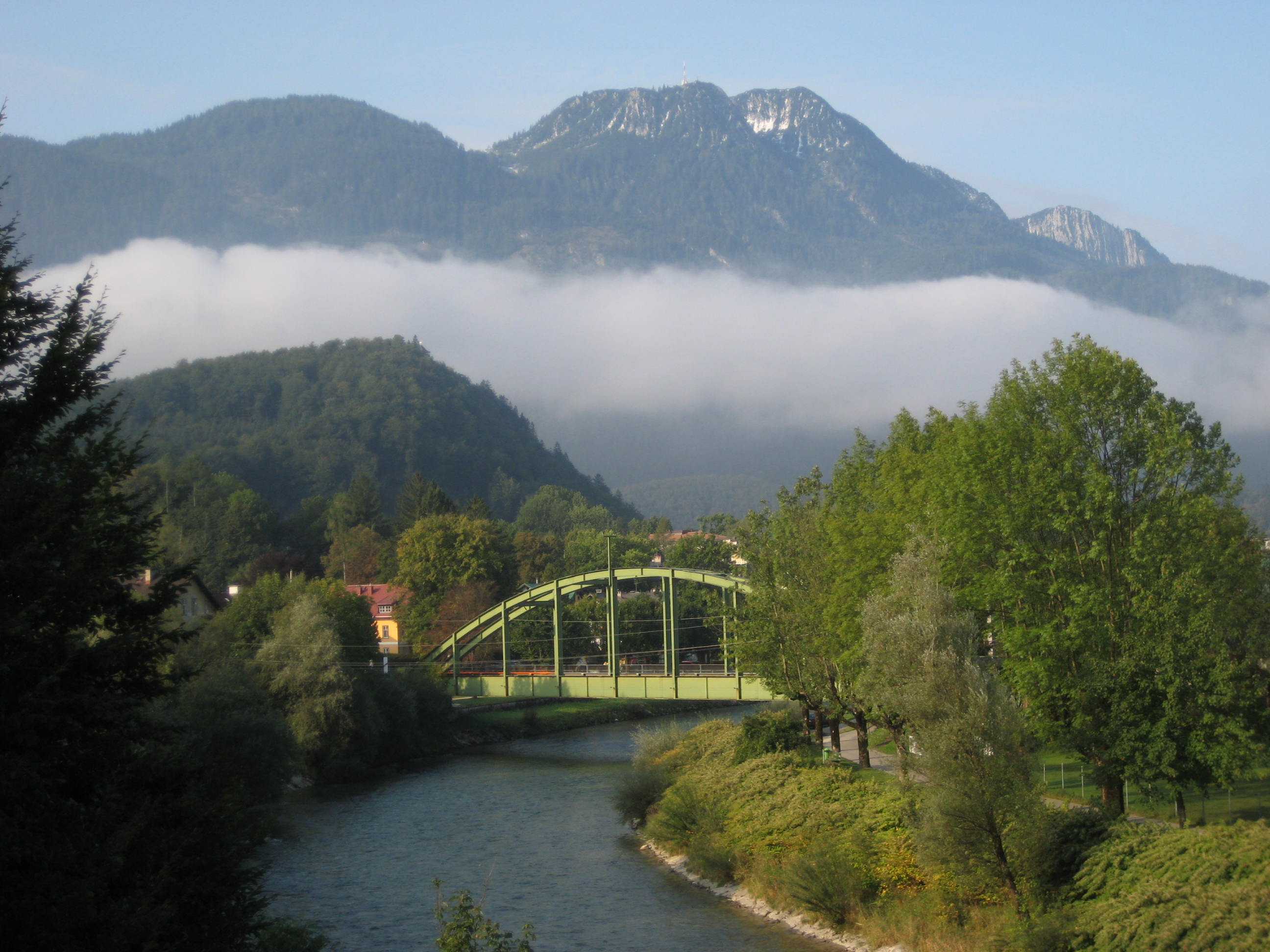

錫里烏斯科格爾山（德語：Siriuskogl），是奧地利的山峰，位於該國北部，由上奧地利州負責管轄，屬於托特斯山脈的一部分，海拔高度599米，每年平均降雨量1,801毫米。